# 北部区 (马拉维)
北部区是马拉维3个主要行政区之一，人口1,389,475（2003年），面积26,931平方公里，首府为姆祖祖。

## 行政区划
北部区分为如下6个县：
- 奇蒂帕县（Chitipa）
- 卡龙加县（Karonga）
- 利科马县（Likoma）
- 姆津巴县（Mzimba）
- 恩卡塔湾县（Nkhata Bay）
- 伦比县（Rumphi）

## 城镇
主要城镇包括：
- 卡龙加（Karonga）
- 姆津巴（Mzimba）
- 姆祖祖（Mzuzu）
- 伦比